# Bumetopia oshimana
Bumetopia oshimana là một loài bọ cánh cứng trong họ Cerambycidae.